# Silent Stream of Godless Elegy
Silent Stream of Godless Elegy – czeski doommetalowy zespół muzyczny założony w 1995 roku. W 2006 wydał płytę Osameli, na której są dwie piosenki w języku polskim-Tańczyłabym i Razem.

## Muzycy

### Obecny skład zespołu
- Pavel Hrnčíř - śpiew
- Hanka Nogolová - śpiew
- Radek Hajda - gitara
- Jarek Adamek - gitara
- Dušan Fojtášek - gitara basowa
- Petra Nováčková - skrzypce
- Michal Sýkora - wiolonczela
- Michal Rak - perkusja

### Byli członkowie zespołu
- Petr Stanek - gitara, śpiew
- Michal Herak - śpiew
- Zuzana Zamazalová - śpiew, skrzypce
- Pavla Lukášová - skrzypce
- Hynek Stančík - gitara
- Filip Chudý - gitara basowa
- Kiril Chlebnikov - gitara basowa
- Michal Hajda - perkusja

## Dyskografia

### Albumy studyjne
- Iron - 1996
- Behind The Shadows - 1998
- Themes - 2000
- Relic Dances - 2004
- Osameli - 2006
- Návaz - 2011

## Teledyski
- Winter Queen - z albumu Themes
- I Would Dance - z albumu Relic Dances